# Dayah Baroh (Ulim)
Dayah Baroh is een bestuurslaag in het regentschap Pidie Jaya van de provincie Atjeh, Indonesië. Dayah Baroh telt 797 inwoners (volkstelling 2010).